# Kiss and Make Up
Kiss and Make Up is een nummer van de Brits-Albanese zangeres Dua Lipa en de Zuid-Koreaanse meidengroep Blackpink. Het nummer werd uitgebracht op 19 oktober 2018 via Warner Bros. Records als single van de heruitgave van het gelijknamige debuutstudioalbum (Dua Lipa: Complete Edition uit 2018).

## Achtergrond
"Kiss and Make Up" werd op 4 september 2018 door Lipa aangekondigd, samen met de aankondiging van de speciale editie van haar debuutalbum. Het nummer werd geschreven door Lipa, Chelcee Grimes, Yannick Rastogi, Zacharie Raymond, Mathieu Jomphe-Lepine, Marc Vincent en Teddy Park, terwijl de productie werd verzorgd door Banx & Ranx.
Het nummer was commercieel succesvol, stond in de top 40 van twintig landen en stond bovenaan de hitlijsten in Maleisië en Singapore. Daarnaast bereikte het nummer plaats 36 op de UK Singles Chart en plaats 75 op de Gaon Digital Chart van Zuid-Korea. Het nummer is sindsdien platina gecertificeerd in Australië, goud in Italië en Portugal en zilver in het Verenigd Koninkrijk.
"Kiss and Make Up" stond op de setlist van Blackpink's In Your Area World Tour (2018–2020). Een pop-funk remix van het nummer verschijnt op Lipa en The Blessed Madonna's remixalbum Club Future Nostalgia (2020), dat elementen bevat van Herb Alpert's "Rise" (1979).
Sinds april 2022 is de audio meer dan 236 miljoen keer bekeken op YouTube en 577 miljoen keer afgespeeld op Spotify.

## Hitnoteringen

### NederlandseSingle Top 100
| Hitnotering: 27-10-2018 t/m 01-12-2018 | Hitnotering: 27-10-2018 t/m 01-12-2018 | Hitnotering: 27-10-2018 t/m 01-12-2018 | Hitnotering: 27-10-2018 t/m 01-12-2018 | Hitnotering: 27-10-2018 t/m 01-12-2018 | Hitnotering: 27-10-2018 t/m 01-12-2018 | Hitnotering: 27-10-2018 t/m 01-12-2018 | Hitnotering: 27-10-2018 t/m 01-12-2018 | Hitnotering: 27-10-2018 t/m 01-12-2018 |
| Week:                                  | 1                                      | 2                                      | 3                                      | 4                                      | 5                                      | 6                                      |                                        |                                        |
| -------------------------------------- | -------------------------------------- | -------------------------------------- | -------------------------------------- | -------------------------------------- | -------------------------------------- | -------------------------------------- | -------------------------------------- | -------------------------------------- |
| Positie:                               | 90                                     | 48                                     | 55                                     | 61                                     | 70                                     | 90                                     | uit                                    |                                        |